# Meomyia penicillata
Meomyia penicillata är en tvåvingeart som först beskrevs av Macquart 1850.  Meomyia penicillata ingår i släktet Meomyia och familjen svävflugor. Inga underarter finns listade i Catalogue of Life.